# 1995 DA2
1995 DA2 är ett transneptunskt objekt i Kuiperbältet. Det upptäcktes den 24 februari 1995 av den brittiske astronomen David C. Jewitt och den amerikanska astronomen Jane Luu vid Mauna Kea-observatoriet.